# André Gorez
Pour les articles homonymes, voir Gorez.
 (janvier 2016).
Si vous disposez d'ouvrages ou d'articles de référence ou si vous connaissez des sites web de qualité traitant du thème abordé ici, merci de compléter l'article en donnant les références utiles à sa vérifiabilité et en les liant à la section « Notes et références ».
André Gorez (né le 29 novembre 1948) est un joueur de football belge. Il évoluait au poste d'attaquant.

## Biographie
Avec le Standard de Liège, il remporte la Coupe de la Ligue Pro en 1975 dès les premiers mois de son arrivée au sein du club, inscrivant même un but lors de chacune des manches aller-retour de la finale.

## Palmarès
- Vainqueur de la Coupe de la Ligue Pro en 1975 avec le Standard de Liège.